# 堀直之
堀 直之（ほり なおゆき、天正13年（1585年） - 寛永19年7月10日（1642年8月5日））は、安土桃山時代から江戸時代前期にかけての武将、旗本、江戸幕府北町奉行、寺社奉行。椎谷堀家初代。
奥田直政（堀直政）の子。兄に直清、直寄、弟に直重。妻は柴田勝全の娘。子に直景（長男）、直広（次男）、柴田直好（4男）、直氏（5男）、娘（三浦正次正室）、娘（堀直升正室）。字は佐太郎、主計助、三右衛門。官位は従五位下、式部少輔。

## 生涯

### 秀忠に仕え、大坂の陣へ
天正13年（1585年）、堀氏家臣・奥田直政（後の堀直政）の子として越前北ノ庄に生まれる。母は宮川秀定の娘で、後の自性院。
慶長3年（1598年）、父と共に越後国に入り、主君・堀秀治より8000石を給される。慶長15年（1610年）に主君の堀氏が除封されると一時、信濃飯山藩主であった兄の直寄のもとへ身を寄せ、翌年、江戸幕府2代将軍・徳川秀忠に拝謁し登用され、書院番士となり、食禄300俵を賜る。慶長19年（1614年）、大坂冬の陣では兄・直寄に属して出陣、先鋒を務めた。
翌年の大坂夏の陣では再び兄の先鋒をつとめ、道明寺の戦いで大坂方の薄田兼相を討ち取る。後に兼相の母より、この時の敵将が薄田兼相であると伝えられ、懇ろに菩提を弔ったといわれる。
続く天王寺の戦いでは大坂方の真田信繁、毛利勝永らの軍に押され、直之を殿軍として一旦後退するも、殿軍の直之の奮戦により盛り返した。直之は敵中に深く入り込み、手傷を負い疲労も極限に達し、自刃をも覚悟したが、ここで敵の一角が崩れ家臣達が突入してきた。直之は「われ鬼籍をまぬがれたり」と叫び、さらに奮戦した、と伝わる。この軍功により、武蔵八幡山に1000石を賜り、使番となった。

### 武蔵八幡山から椎谷へ
元和2年(1616年)、越後椎谷に5000石の加増転封となる。さらに新田500石を加え、都合5500石となる（『寛政重修諸家譜』には沼垂郡に5000石賜ったとある。沼垂町は新発田藩の領内であるし、刈羽郡の椎谷からは遠いので、蒲原平野のどこかに飛び地で領土があったとも推定される）。
椎谷では、馬市が領主堀直之が入封した元和2年(1616年)から始まった。

### 超願寺陣屋、江戸町奉行
元和6年（1620年）、大坂城修復の監使を命ぜられる。寛永3年（1626年）、3代将軍・徳川家光が上洛する際、御供をする。寛永4年（1627年）4月、佐渡島の監使を務める。12月、従五位下式部少輔に叙任。
寛永8年（1631年）、江戸町奉行となった。翌年（1632年）には加賀爪忠澄も江戸町奉行に任じられた。当時の江戸町奉行は2人制の月番交代制であり、直之は呉服橋に役宅を賜り北町奉行と呼ばれ、加賀爪忠澄は常盤橋に役宅を賜り南町奉行と呼ばれた。以降、江戸町奉行の両者はそれぞれ北町奉行、南町奉行と呼ばれるようになった。すなわち名称は管轄の地域を指すのでなく、直之と加賀爪に与えられた役宅それぞれの位置、呉服橋と常盤橋の位置関係が由来である。
寛永10年（1633年）、上総国夷隅、長柄、市原、埴生四郡のうち4000石を加増され、9500石となり、夷隅郡苅谷に陣屋を設ける。同12年、小田原藩主稲葉正勝が病のため、代わって直之が小田原城の普請奉行を任じられる。正勝は春日局の長男で、直之の妻は春日局の姪だったため、縁戚としてこの仕事が回って来たものと思われる。寛永15年（1638年）、北町奉行を辞任。同17年（1640年）、寺社奉行に就任。
同年10月18日、母・自性院が76歳で死去。寺社奉行の母ということで葬儀が盛大に行われたという。駒込養源寺に埋葬される。養源寺は元来は稲葉家の菩提寺として稲葉正勝が創建したが、直之も縁者であるため私財を寄進し、堀家の菩提寺ともした。他にも堀江家、松平家などの墓所があり、後世の人は駒込の大名寺と呼んだという。
寛永19年（1642年）、58歳で死去。本光院殿圓成宗覚居士と追号を受け、養源寺に埋葬された。
なお、直之の代は禄高9500石で大名ではないが、後の代になり蒲原の所領を幕府領として上知し、上総の飛び地を整理し、椎谷藩を立藩させる処置がおこなわれ、大名家の椎谷堀家が誕生する。
以後廃藩置県に至るまで、直央・直恒・直旧・直喜・直著・直宣・著朝・直起・直温・直哉・之敏・之美と続き、椎谷藩を統治した。

## 伝承
椎谷の地、刈羽郡妙法寺村には、旧越後国主の上杉氏の家臣・斎藤朝信の寄進による超願寺があり、織田氏の三将（？）の一人と謳われ、父・直政の友人であった加賀小松城主戸次左近将監が出家して法順と号し、超願寺の住職となっていた。直之は2代目の慶順と親交があり、大坂の役の前にこの寺を訪れ「軍功を挙げ、かならず応分の寄進をいたす」旨を約して出陣していた。椎谷5000石を領した後に寺領の安堵をした。3代目直良の時に陣屋が移されるまで、超願寺が陣屋となっていた。